# Pachycondyla fisheri
Pachycondyla fisheri is een mierensoort uit de onderfamilie van de Ponerinae. De wetenschappelijke naam van de soort is voor het eerst geldig gepubliceerd in 2010 door Mackay & Mackay.